# SN 2004ev
SN 2004ev – supernowa typu Ia odkryta 6 października 2004 roku w galaktyce E459-G13. W momencie odkrycia miała maksymalną jasność 18,10m.